# Bampurius bahukalatus
Bampurius bahukalatus är en insektsart som beskrevs av Dlabola 1977. Bampurius bahukalatus ingår i släktet Bampurius och familjen dvärgstritar. Inga underarter finns listade i Catalogue of Life.